# Albizia harveyi
Albizia harveyi är en ärtväxtart som beskrevs av Eugène Pierre Nicolas Fournier. Albizia harveyi ingår i släktet Albizia och familjen ärtväxter. Inga underarter finns listade i Catalogue of Life.